# Butch Miles
Charles J. Thornton, Jr. (4 de julio de 1944 - 2 de febrero de 2023  ), conocido profesionalmente como Butch Miles, fue un baterista de jazz estadounidense. Tocó con la Orquesta Count Basie, Dave Brubeck, Ella Fitzgerald, Sammy Davis Jr., Frank Sinatra, Lena Horne y Tony Bennett. 

## Carrera
Miles, que citó a Buddy Rich, Gene Krupa y Jo Jones como bateristas favoritos,  comenzó a tocar la caja a la edad de nueve años y se especializó en música en la Universidad Estatal de Virginia Occidental (1962-1966). Después de graduarse, se fue de gira con el Iris Bell Trio.  Fue el baterista de Mel Torme durante tres años y medio y fueron Torme y Buddy Rich quienes recomendaron a Miles para Count Basie cuando se necesitaba un baterista. Miles estuvo con la Orquesta Count Basie de 1975 a 1979 y luego regresó durante diez años, de 1997 a 2007. 
De la autobiografía de Count Basie (publicada en 1985): “Butch llegó a nosotros procedente del equipo de Mel Torme. Era un verdadero deleite del público, como Buddy Rich y Sonny Payne, y captaba las cosas muy bien, y también estaba interesado en quedarse por un tiempo, lo cual hizo, durante unos cuatro años”.
Fue líder del grupo Jazz Express en los años 1980 y 1990.  Ha actuado en el Festival de Jazz de Newport y en el Festival de Jazz de Montreux.  Es miembro de la promoción de 2011 del Salón de la Fama de la Música de West Virginia. Se retiró de la Escuela de Música de la Universidad Estatal de Texas-San Marcos.

## Vida personal y muerte
En marzo de 2014, le diagnosticaron fibrosis pulmonar idiopática. que no tiene más tratamiento que un trasplante de pulmón. Recibió un trasplante de pulmón y entró en un período de recuperación. 
Murió en Austin, Texas, el 2 de febrero de 2023, a la edad de 78 años.  

## Discografía

### Como líder
- Miles and Miles of Swing... (Famous Door, 1978)
- Lady Be Good con Bucky Pizzarelli (Dreamstreet, 1978)
- Butch's Encore (Famous Door, 1979)
- Butch Miles Salutes Chick Webb (Famous Door, 1980)
- Butch Miles Swings Some Standards (Famous Door, 1981)
- Butch Miles Salutes Gene Krupa (Famous Door, 1982)
- More Miles...More Standards con Jorge Anders (Famous Door, 1985)
- Introducing the Ivory Coast Suite (Dreamstreet, 1986)
- Cookin'  (Nagel Heyer, 1995)
- Soulmates with Howard Alden (Nagel Heyer, 2002)
- Straight On Till Morning (Nagel Heyer, 2003)

### Como acompañante
Con Count Basie
- Basie Big Band (Pablo, 1975)
- I Told You So (Pablo, 1976)
- Montreux '77 (Pablo, 1977)
- Prime Time (Pablo, 1977)
- On the Road (Pablo, 1980)
- Basie in Europe (LRC, 1985)
- Live in Japan '78 (Pablo, 1985)
- Fun Time (Pablo, 1991)
- The Golden Years (Pablo, 1996)
- Count Plays Duke (Mama, 1998)
- Swing Shift (Mama, 1999)
- Basie Is Back (Eighty-Eight's, 2006)
- Swinging, Singing, Playing (Mack Avenue, 2009)

Con Phil Bodner
- Fine & Dandy (Stash, 1981)
- Highlights in Jazz (Stash, 1985)
- Clarinet Virtuosity (Arbors, 2006)

Con Dick Hyman
- The Kingdom of Swing & the Republic of Oop Bop Sh'Bam (Musicmasters, 1989)
- From the Age of Swing (Reference, 1994)
- Swing Is Here (Reference, 1996)

Con Flip Phillips
- Flipenstein (Progressive, 1981)
- A Real Swinger (Concord Jazz, 1988)
- Flip Philllips Celebrates His 80th Birthday (Arbors, 2003)

Con Sal Salvador
- In Our Own Sweet Way (Stash, 1983)
- Plays the World's Greatest Jazz Standards (Stash, 1984)
- Plays Gerry Mulligan (Stash, 1985)

Con Bob Wilber
- Ode to Bechet (Jazzology, 1982)
- Reflections (Bodeswell, 1983)
- On the Road (Bodeswell, 1992)
- Nostalgia (Arbors, 1996)
- The Hamburg Concert (Nagel Heyer, 1996)
- Memories of You (Black and Blue, 1996)

Con otros
- Peter Appleyard, Barbados Heat (Concord Jazz, 1990)
- Peter Appleyard, Barbados Cool (Concord Jazz, 1991)
- Dave Brubeck, Back Home (Concord Jazz, 1979)
- John Bunch, World War II Love Songs (Groove Jams, 1998)
- Joe Bushkin, Play It Again Joe (United Artists, 1977)
- Ray Charles & Count Basie, Ray Sings, Basie Swings (Hear Music/Concord, 2006)
- Rosemary Clooney & Count Basie, At Long Last (Concord Jazz, 1998)
- Dolly Dawn, Memories of You (Dawn, 1981)
- Dany Doriz, This One's for Basie (Black and Blue, 1994)
- Big Joe Duskin, Blues Rendez-Vous (Back to Blues, 1994)
- Duke Ellington, Four Symphonic Works by Duke Ellington (Musical Heritage Society, 1989)
- Ella Fitzgerald, Digital III at Montreux (Pablo, 1980)
- Ella Fitzgerald, A Classy Pair (Pablo, 1982)
- Johnny Frigo, Live from Studio A in New York City (Chesky, 1989)
- Terry Gibbs, Buddy DeFranco, Herb Ellis, Kings of Swing (Contemporary, 1992)
- Terry Gibbs, Buddy DeFranco, Herb Ellis, A Tribute to Benny Goodman (Contemporary, 2001)
- Scott Hamilton, Swinging Young Scott (Famous Door, 1978)
- Peanuts Hucko, Swing That Music (Star Line, 1992)
- Helen Humes, Helen (Muse, 1981)
- Alberta Hunter, The Glory of Alberta Hunter (Columbia, 1982)
- Alberta Hunter, Look for the Silver Lining (Columbia, 1983)
- Milt Jackson & Count Basie, Milt Jackson + Count Basie + the Big Band Vol. 1 (Pablo, 1978)
- Milt Jackson & Count Basie, Milt Jackson + Count Basie + the Big Band Vol. 2 (Pablo, 1978)
- Carmen Leggio, Tarrytown Tenor (Famous Door, 1978)
- Roger Kellaway, Dick Hyman, Piano Players & Significant Others (Musicmasters, 1990)
- George Kelly, Plays the Music of Don Redman (Stash, 1984)
- George Masso, Choice N.Y.C. Bone (Famous Door, 1979)
- George Masso, A Swinging Case of Masso-Ism (Famous Door, 1981)
- Dave McKenna, No Holds Barred (Famous Door, 1979)
- Danny Moss, Weaver of Dreams (Nagel Heyer, 1995)
- Gerry Mulligan, Little Big Horn (Five, 1983)
- Bucky Pizzarelli & John Pizzarelli, Passion Guitars (Groove Jams, 1998)
- Lou Stein, Live at the Dome (Dreamstreet, 1981)
- Maxine Sullivan, Highlights in Jazz (Storyville, 1999)
- Frank Tate, Live in Belfast (Nagel Heyer, 2001)
- Warren Vache, Blues Walk (Dreamstreet, 1978)
- Marlene VerPlanck, Marlene VerPlanck Loves Johnny Mercer (Audiophile, 1978)
- Phil Wilson, Boston-New York Axis: Phil & Vic (Famous Door, 1980)
- Glenn Zottola, Secret Love (Famous Door, 1982)
- Wild Bill Davison, Wild Bill Davison All Stars (Timeless, 1987)
- Tom Saunders' Wild Bill Davison Band & Guests (Nagel Heyer, 1996)
- Wild Bill Davis Super Trio, That's All (Jazz Connaisseur, 1991)